# موتور امان‌الله نارویی
موتور امان‌الله نارویی یک منطقهٔ مسکونی در ایران است که در دهستان جلگه چاه هاشم واقع شده‌است.